# Vestfold
Vestfold – okręg w Norwegii, w regionie Østlandet. Graniczy z norweskimi okręgami Buskerud oraz Telemark.  Zajmuje powierzchnię 2224 km², która zamieszkana jest przez 251 084 osób (2019). Ośrodkiem administracyjnym okręgu jest miasto Tønsberg. 
1 stycznia 2020, na podstawie reformy z 2017 został włączony, wraz z okręgiem Telemark, do nowo utworzonego okręgu Vestfold og Telemark. Reforma ta została później częściowo cofnięta i Vestfold stał się ponownie samodzielnym okręgiem od 1 stycznia 2024.

## Nazwa
Nazwa Vestfold oznacza ziemie „na zachód od Fold”, gdzie Fold jest dawną nazwą Oslofjordu.

## Gminy
Okręg podzielony jest na 6 gmin:
- Færder
- Holmestrand
- Horten
- Larvik
- Sandefjord
- Tønsberg

W 2019 dodatkowo istniały gminy: Re, Sande, Svelvik

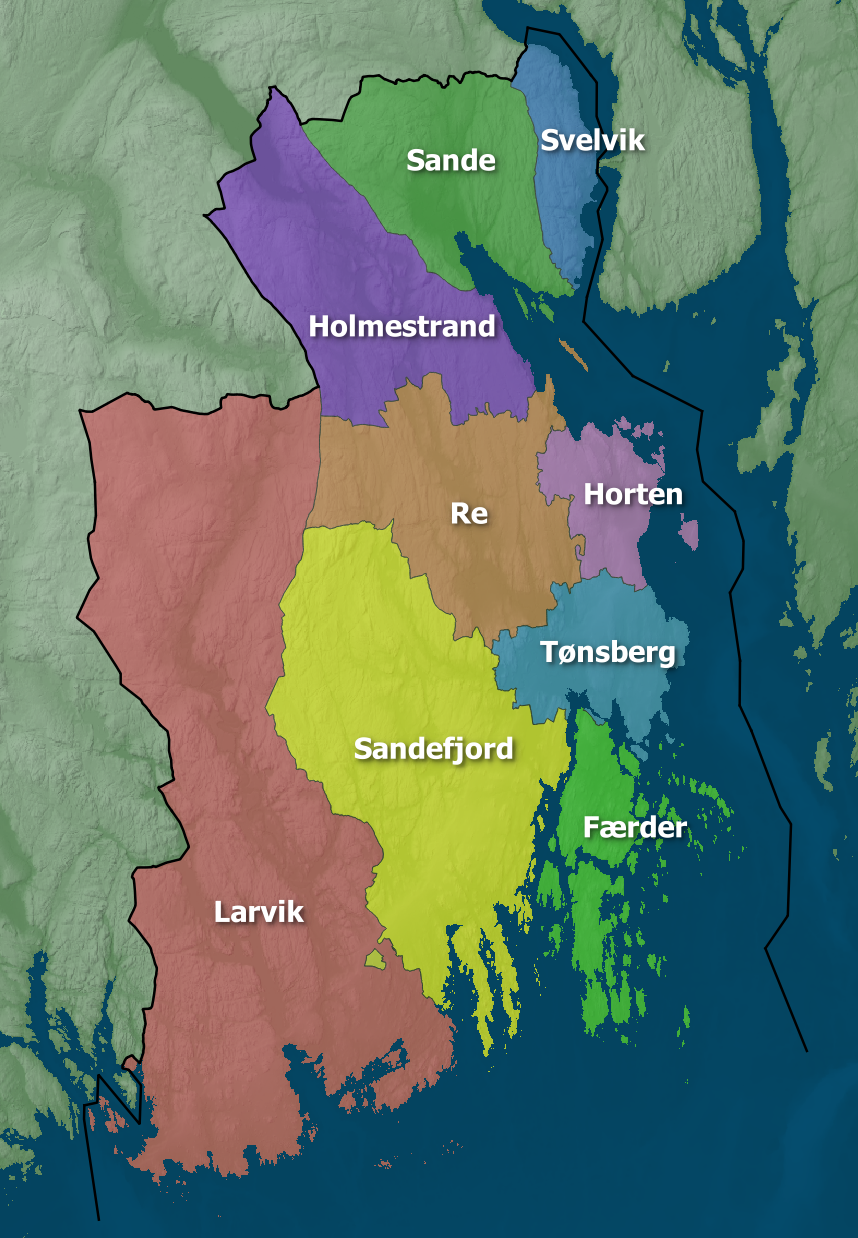
Gminy okręgu Vestfold w 2019 roku